# Eastover (South Carolina)
Eastover is een plaats (town) in de Amerikaanse staat South Carolina, en valt bestuurlijk gezien onder Richland County.

## Demografie
Bij de volkstelling in 2000 werd het aantal inwoners vastgesteld op 830.
In 2006 is het aantal inwoners door het United States Census Bureau geschat op 774, een daling van 56 (-6,7%).

## Geografie
Volgens het United States Census Bureau beslaat de plaats een oppervlakte van
3,2 km², geheel bestaande uit land. Eastover ligt op ongeveer 48 m boven zeeniveau.

## Plaatsen in de nabije omgeving
De onderstaande figuur toont nabijgelegen plaatsen in een straal van 24 km rond Eastover.